# Wormaldia simulans
Wormaldia simulans is een schietmot uit de familie Philopotamidae. De soort komt voor in het Oriëntaals gebied.